# 타카다 리호
타카다 리호(1994년 8월 16일~)는 일본의 배우로, 소니 뮤직 엔터테인먼트 소속이다.

## 출연작

### TV 드라마
- 2010년~2011년 가면라이더 오즈 - 이즈미 히나 역

## 영화
- 가면라이더X가면라이더 오즈&더블 feat.스컬 MOVIE 대전 CORE - 이즈미 히나 역
- 가면라이더X가면라이더 포제&오즈 MOVIE 대전 MEGAMAX - 이즈미 히나 역
- 가면라이더 오즈 10th 부활의 코어메달 - 이즈미 히나 역
- 극장판 가면라이더 오즈 WODERFUL 장군과 21개의 코어 메달 - 이즈미 히나 역